# Julián Velázquez
Julián Alberto Velázquez (Corrientes, 23 ottobre 1990) è un calciatore argentino, difensore del PSBS Biak.

## Caratteristiche tecniche
È un difensore centrale o terzino.

## Carriera

### Club
Esordisce a 19 anni in Argentina con l'Independiente e lì totalizza 61 presenze in campionato. Nel 2010 vince la Copa Sudamericana segnando anche un gol in finale contro il Goiás. Tra il giorno 11 luglio e 12 luglio 2012 viene venduto il giocatore al Genoa che lo acquisisce per 3,5 milioni di euro, come dichiarato da Javier Cantero, presidente dell'Independiente. Il 21 agosto il giocatore lascia il Genoa a causa del mancato arrivo del Transfer Matching System (il sistema di trasferimento informatizzato internazionale) poiché l'Independiente non lo ha compilato nonostante il Genoa abbia regolarmente pagato la prima rata del giocatore e abbia corrisposto il primo stipendio allo stesso. Velazquez interpellato in merito afferma che tornerà in Argentina.
La dirigenza rossoblù comunque conferma il difensore centrale argentino per la stagione 2012-2013 e resta in attesa del suo ritorno. Il 9 settembre 2012 il terzino torna all'Independiente, e il Genoa si rivolge ufficialmente attraverso l'amministratore delegato, Alessandro Zarbano, in Lega e in Federcalcio depositando le evidenze dei pagamenti per il contratto firmato con l'Independiente e quello con il giocatore, rilasciando un comunicato; l'attesa fino alla mattina del 9 settembre è stata motivata dal fatto che alla mezzanotte precedente scadeva il termine che le squadre avevano fissato per l'invio del transfer da parte della società argentina. Zarbano afferma: «Così non è stato e allora ci siamo mossi. Il contratto è stato depositato il 30 luglio scorso, abbiamo pagato la prima rata rispettando l'importo. A Velazquez abbiamo inviato un'intimazione di rientro, è un giocatore del Genoa, ha un regolare contratto.»
Da questo momento il Genoa presenta ricorso ufficiale alla FIFA che intraprende un'indagine ufficiale. L'amministratore del Genoa Zarbano afferma in seguito: «Crediamo che la FIFA ci invii d'ufficio il transfer entro un paio di settimane, se dovesse iniziare ad allenarsi con un altro club allora rischierebbe una squalifica, questo è chiaro. Manca ancora il transfer ma lui è a tutti gli effetti un giocatore del Genoa, anche se il comportamento di Velazquez ha fatto venire meno il vincolo di fiducia che ci deve essere tra giocatore e club». Il 31 gennaio 2013 la Commissione Disciplinare della FIFA ha condannato con sentenza inappellabile i due club al pagamento di una multa da 35.000 franchi svizzeri (circa 28.000 euro), inoltre l'Independiente dovrà produrre il transfer per Velázquez entro una settimana, dato che non lo ha fatto nei giorni precedente concessi e sarà quindi ulteriormente sanzionata. Il giocatore dovrebbe tornare al Genoa nel febbraio del 2013 dopo che la FIFA ha intimato la cessione del giocatore al Genoa.
In seguito il club argentino comunica che «il contratto di cessione risulta risolto e che il Rojo ha pagato la multa nel modo e nei tempi previsti». Il giocatore resta quindi nell'organico dell'Independiente. Nel gennaio del 2015 si trasferisce alla squadra rumena del Gaz Metan Mediaș, che lo tessera dopo un accordo con la società italiana del Palermo: il presidente del sodalizio italiano Maurizio Zamparini afferma infatti che la squadra rosanero non ha potuto tesserarlo in quanto il calciatore è extracomunitario e i tre posti disponibili nella rosa per gli atleti con tale status erano già esauriti, pertanto questo trasferimento è da ritenersi di fatto un prestito al club rumeno fino a fine stagione. Conferme in tal senso sono arrivate anche da parte del presidente rumeno Ioan Horoba.
Il 10 agosto 2015 viene ceduto a titolo definitivo ai croati dell'Hajduk Spalato.

### Nazionale
Esordisce con la Nazionale argentina il 20 aprile 2011 in occasione della partita amichevole contro l'Ecuador pareggiata per 2-2.

## Statistiche

### Presenze e reti nei club
Statistiche aggiornate al 27 maggio 2016.
| Stagione             | Squadra              | Campionato           | Campionato | Campionato | Coppe nazionali | Coppe nazionali | Coppe nazionali | Coppe continentali | Coppe continentali | Coppe continentali | Altre coppe | Altre coppe | Altre coppe | Totale | Totale |
| Stagione             | Squadra              | Comp                 | Pres       | Reti       | Comp            | Pres            | Reti            | Comp               | Pres               | Reti               | Comp        | Pres        | Reti        | Pres   | Reti   |
| -------------------- | -------------------- | -------------------- | ---------- | ---------- | --------------- | --------------- | --------------- | ------------------ | ------------------ | ------------------ | ----------- | ----------- | ----------- | ------ | ------ |
| 2009-2010            | Independiente        | PD                   | 8          | 0          | -               | -               | -               | -                  | -                  | -                  | -           | -           | -           | 8      | 0      |
| 2010-2011            | Independiente        | PD                   | 25         | 0          | -               | -               | -               | CS                 | 10                 | 2                  | -           | -           | -           | 35     | 2      |
| 2011-2012            | Independiente        | PD                   | 28         | 0          | -               | -               | -               | CS+CL              | 2+6                | 0+0                | RSA         | 2           | 0           | 38     | 0      |
| 2012-2013            | Independiente        | PD                   | 24         | 1          | -               | -               | -               | CS                 | 0                  | 0                  | -           | -           | -           | 24     | 1      |
| 2013-2014            | Independiente        | BN                   | 19         | 0          | -               | -               | -               | -                  | -                  | -                  | -           | -           | -           | 19     | 0      |
| Totale Independiente | Totale Independiente | Totale Independiente | 106        | 1          | -               | -               | -               | -                  | 18                 | 2                  |             | 2           | 0           | 124    | 3      |
| gen.-giu. 2015       | Gaz Metan Mediaș     | Liga I               | 14         | 0          | CR              | -               | -               | -                  | -                  | -                  | -           | -           | -           | 14     | -      |
| lug.-ago. 2015       | Palermo              | A                    | -          | -          | CI              | -               | -               | -                  | -                  | -                  | -           | -           | -           | -      | -      |
| ago. 2015-mag. 2016  | Hajduk Spalato       | 1.HNL                | 17         | 0          | CC              | 2               | 0               | -                  | -                  | -                  | -           | -           | -           | 19     | 0      |
| Totale carriera      | Totale carriera      | Totale carriera      | 135        | 1          | -               | 2               | 0               | -                  | 18                 | 2                  |             | 2           | 0           | 157    | 3      |

### Cronologia presenze e reti in nazionale
| Cronologia completa delle presenze e delle reti in nazionale ― Argentina | Cronologia completa delle presenze e delle reti in nazionale ― Argentina | Cronologia completa delle presenze e delle reti in nazionale ― Argentina | Cronologia completa delle presenze e delle reti in nazionale ― Argentina | Cronologia completa delle presenze e delle reti in nazionale ― Argentina | Cronologia completa delle presenze e delle reti in nazionale ― Argentina | Cronologia completa delle presenze e delle reti in nazionale ― Argentina | Cronologia completa delle presenze e delle reti in nazionale ― Argentina |
| Data                                                                     | Città                                                                    | In casa                                                                  | Risultato                                                                | Ospiti                                                                   | Competizione                                                             | Reti                                                                     | Note                                                                     |
| ------------------------------------------------------------------------ | ------------------------------------------------------------------------ | ------------------------------------------------------------------------ | ------------------------------------------------------------------------ | ------------------------------------------------------------------------ | ------------------------------------------------------------------------ | ------------------------------------------------------------------------ | ------------------------------------------------------------------------ |
| 21-4-2011                                                                | Mar del Plata                                                            | Argentina                                                                | 2 – 2                                                                    | Ecuador                                                                  | Amichevole                                                               | -                                                                        |                                                                          |
| Totale                                                                   |                                                                          | Presenze                                                                 | 1                                                                        |                                                                          | Reti                                                                     | 0                                                                        |                                                                          |

## Palmarès

### Club

#### Competizioni internazionali
- Coppa Sudamericana: 1

Independiente: 2010